# Chhora
Chhora é uma vila no distrito de Barddhaman, no estado indiano de Bengala Ocidental.

## Demografia
Segundo o censo de 2001, Chhora tinha uma população de 12 839 habitantes. Os indivíduos do sexo masculino constituem 55% da população e os do sexo feminino 45%. Chhora tem uma taxa de literacia de 51%, inferior à média nacional de 59,5%; a literacia no sexo masculino é de 60% e no sexo feminino é de 40%. 13% da população está abaixo dos 6 anos de idade.